# Théoden
Théoden er en fiktiv person fra J.R.R. Tolkiens trilogi Ringenes Herre. Han er konge af Rohan og bliver introduceret i Ringenes Herre - De to Tårne og spiller en vigtig rolle i Ringenes Herre - Kongen vender tilbage.
I den animerede filmatisering fra 1978 lægger Philip Stone stemme til figuren. I Peter Jacksons filmatisering af serien, bliver han spillet af Bernard Hill.

## Plot
Han er konge i landet Rohan i årene 2980-3019 (af den tredje alder). Han blev født i år 2948 som den eneste søn af kong Thengel af Rohan og Morwen af Lossarnoch. Hans søster Théodwyn giftede sig med Èomund af Østfold og blev moder til Éowyn og Éomer. Da Èomund blev dræbt af orker og Théodwyn døde af sygdom, tog Theoden Èomer og Èowyn til sig som sine egne børn. Theoden havde selv kun et barn, sin søn Théodred da hans kone dronning Elfhild var død i barselssengen.
Da tiden for Ringkrigen kom havde Theoden ledt sit folk i næsten 30 år. Hans rådgiver Grima (kaldet slangetunge) var blevet mere og mere magtfuld og han misledte Theoden. Grima arbejdede i hemmelighed for troldmanden Saruman. Theodens arving og eneste barn Théodred blev dræbt i et slag ved floden Isen. Da Gandalf ankom til Edoras sammen med Aragorn, Legolas og Gimli, lykkedes det ham at fjerne Grimas indflydelse ved hoffet. Théoden genvandt noget af sin gamle styrke og ledte sine tropper fra Edoras mod Sarumans styrker. Han blev dog tvunget til at tage til Helms kløft da fjenden var for stærk. Slaget ved Helms kløft blev næsten tabt, men lige da de allermindst ventede det, vendte Gandalf tilbage med 2.000 mænd.
Efter slaget tog Théoden til Isengard sammen med Gandalf, Aragorn, Legolas og Gimli og en mindre gruppe af sine mænd. Han så at Saruman var blevet slået og mødte for første gang hobbitter i skikkelse af Merry og Pippin. Han så også for første gang enter og talte med Træskæg sammen med Gandalf. Han havde sammen med Gandalf en diskussion med Saruman, som endte med at Gandalf knækkede Sarumans stav.
Theoden drog til Dysterharge hvor han samlede sin hær. Han udnævnte Merry til Rohans væbner og Merry sværgede troskab til ham. Han modtog et nødkald fra Gondor, og hæren drog til Gondor. Inden afgangen udnævnte han Èomer til sin efterfølger som konge af Rohan. Da de nærmede sig grænsen til Gondor blokerede en hær af orker deres vej til Minas Tirith. Men høvdingen af Drúedain-folket Ghân-buri-Ghân tilbød at vise Théoden en vej udenom orkhæren igennem Drúadan-skoven. Dermed kunne Théodens hær komme Gondor til hjælp i Slaget på Pelennorsletten. Théodens hær var delt op i tre dele, og han styrede selv den midterste flanke. Under slaget blev han angrebet af Heksekongen af Angmar, og hans hest Snemanke faldt på ham og sårede ham dødeligt.